# Johan Radet
Pour les articles homonymes, voir Radet.
Johan Radet est un footballeur français né le 24 novembre 1976 à La Fère dans l'Aisne. Il jouait au poste de défenseur.

## Biographie
En 1991, alors joueur de l'US Laon et pensionnaire de l'INF Clairefontaine, il dispute la Coupe nationale des minimes avec la sélection de la Ligue de Picardie.
Il effectue ensuite sa formation à l'AJ Auxerre, est lancé par Guy Roux le 11 août 1996 lors du match Nice-Auxerre (0-1). Il joue près de 200 matchs en Ligue 1 mais n'inscrit pas le moindre but en Ligue 1.
Considéré à l'époque comme l'un des meilleurs défenseurs droits du championnat de France (notamment en raison de ses tacles glissés), il est nommé dans l'équipe type de la Ligue 1 des trophées UNFP de l'année 2003. Son principal fait d'armes avec l'AJ Auxerre remonte à la finale de la Coupe de France 2003, contre le Paris SG. Menés par leurs adversaires du jour, c'est Johan Radet, le meilleur joueur sur le terrain ce soir-là, qui sonne la révolte auxerroise, remontant un ballon sur tout son flanc droit avant d'adresser une passe décisive à Djibril Cissé pour l'égalisation auxerroise.
Lors de la pré-saison 2005-2006, Johan Radet se rompt les ligaments croisés et manque toute la première moitié de saison du championnat. En l'absence de latéral droit, Guy Roux doit remplacer Johan et réfléchit à recruter un défenseur. Convaincu par Bernard David, l'entraîneur de la CFA, Guy Roux fait finalement confiance au latéral de l'équipe CFA, Bacary Sagna, qui explose littéralement cette saison-là grâce à la blessure de Radet. De retour après sa blessure, Radet ne retrouve pas sa place au sein de la défense auxerroise, et se voit amené à jouer très sporadiquement, parfois même sur le côté gauche de la défense.
À la fin de la saison 2006/2007, libéré de sa dernière année de contrat, il est prêt à s'engager avec le Racing Club de Strasbourg. Mais le transfert avorte. Lors de la traditionnelle visite médicale le médecin du club strasbourgeois indique en effet que le joueur présente « une contre-indication médicale à la pratique du sport de haut niveau » .
Souffrant d'une grave anomalie cardiaque, il annonce qu'il met un terme à sa carrière le 20 juillet 2007, après avoir obtenu confirmation par plusieurs experts qu'il souffre d'une cardiomyopathie hypertrophique (cœur trop gros).
Il est dorénavant consultant sportif sur France Bleu Auxerre. On le retrouve notamment dans l'émission Studio Foot.
Lors de la saison 2011-2012, Johan Radet est entraîneur adjoint de l'AJ Auxerre C en CFA 2, en plus de son poste de consultant sur France Bleu Auxerre.
À la suite du limogeage de Laurent Fournier, en mars 2012, une réorganisation de l'organigramme a lieu et il devient entraîneur de l'équipe réserve de l'AJ Auxerre en CFA.
Il est reconduit à ce poste-là pour la saison 2012-2013 mais doit l'abandonner au mois de janvier faute de résultat, en effet, le club est relégable et finira par descendre en CFA 2. Malgré tout, il ne quitte pas le club puisqu'il s'occupe de l'équipe des moins de 17 ans.
Lors de la saison suivante, il se voit confier l'équipe des moins de 19 ans avec laquelle il remporte la Coupe Gambardella face au Stade de Reims. Grâce à cette performance, Jean-Marc Nobilo, entraîneur de l'équipe réserve en CFA 2, lui propose de continuer à entraîner la génération 1995 avec qui il vient de remporter la Coupe Gambardella en devenant co-entraîneur de l'équipe réserve.
C'est ainsi que lors de la saison 2014-2015, Johan Radet redevient entraîneur de l'équipe réserve. Lors de cette saison, le club ne perd que 2 matchs et devient champion de CFA 2. Le duo Nobilo-Radet est donc conservé pour la saison 2015-2016. Ils finiront 3ème du championnat de CFA avec une majorité de joueurs issus de la Gambardella. Pour bons et loyaux services, Johan ne sera pas conservé au centre de formation après un bilan exceptionnel 2013-2014 victoire en Gambardella, 2014-2015 champion de CFA2, 2015- 2016 3ème de CFA.
Il deviendra alors Conseiller Technique Fédéral chargé du PPF sur le territoire de l'Yonne et de la Nièvre jusqu'en juin 2018. Johan Radet sera parallèlement adjoint de l'équipe de France U20 sous les ordres de Philippe Montanier alors responsable des sélections nationales. Johan sera même sélectionneur de l'équipe de France U20 lors du tournoi de Toulon où la sélection terminera 5ème après 2 victoires (Corée et Togo) et une défaite (Ecosse) et une victoire en match de classement contre le Canada (2-1).
Johan Radet est depuis juin 2018, directeur du Pôle Espoirs de la Ligue Auvergne Rhône Alpes de football à Lyon.

## Carrière

### En tant que joueur
- 1986-1992 :  US Laon
- 1990-1992 :  INF Clairefontaine
- 1996-2007 :  AJ Auxerre

### En tant qu'entraîneur
- 2011 - mars 2012 :  AJ Auxerre  2e rés.
- Mars 2012 - jan. 2013 :  AJ Auxerre rés.
- Jan. 2013 - juin 2013 :  AJ Auxerre U17
- 2013-2014 :  AJ Auxerre U19
- 2014-2016 :  AJ Auxerre rés.
- 2017-2018 :  Équipe de France des moins de 20 ans de football (Assitant)
- 2018 :  Équipe de France des moins de 20 ans de football (Manager)
- 2023 :  Équipe de France des moins de 15 ans de football (Manager)

## Statistiques

### Statistiques de joueur
| Saison                | Club                  | Championnat           | Championnat | Championnat | Coupe nationale | Coupe nationale | Coupe de la Ligue | Coupe de la Ligue | Supercoupe | Supercoupe | Compétition(s) continentale(s) | Compétition(s) continentale(s) | Compétition(s) continentale(s) | Total | Total |
| Saison                | Club                  | Division              | M.          | B.          | M.              | B.              | M.                | B.                | M.         | B.         | Comp.                          | M.                             | B.                             | M.    | B.    |
| 1996-1997             | AJ Auxerre            | Division 1            | 6           | 0           | -               | -               | -                 | -                 | -          | -          | -                              | -                              | -                              | 6     | 0     |
| 1997-1998             | AJ Auxerre            | Division 1            | 14          | 0           | -               | -               | 1                 | 0                 | -          | -          | C3                             | 2                              | 0                              | 17    | 0     |
| 1998-1999             | AJ Auxerre            | Division 1            | 4           | 0           | -               | -               | -                 | -                 | -          | -          | -                              | -                              | -                              | 4     | 0     |
| 1999-2000             | AJ Auxerre            | Division 1            | 8           | 0           | -               | -               | -                 | -                 | -          | -          | -                              | -                              | -                              | 8     | 0     |
| 2000-2001             | AJ Auxerre            | Division 1            | 13          | 0           | 4               | 0               | 2                 | 0                 | -          | -          | -                              | -                              | -                              | 19    | 0     |
| 2001-2002             | AJ Auxerre            | Division 1            | 30          | 0           | -               | -               | 1                 | 0                 | -          | -          | -                              | -                              | -                              | 31    | 0     |
| 2002-2003             | AJ Auxerre            | Ligue 1               | 31          | 0           | 5               | 0               | -                 | -                 | -          | -          | C1+C3                          | 12                             | 0                              | 48    | 0     |
| 2003-2004             | AJ Auxerre            | Ligue 1               | 31          | 0           | 3               | 0               | 4                 | 0                 | 1          | 0          | C3                             | 6                              | 0                              | 45    | 0     |
| 2004-2005             | AJ Auxerre            | Ligue 1               | 12          | 0           | 3               | 0               | -                 | -                 | -          | -          | C3                             | 1                              | 0                              | 16    | 0     |
| 2005-2006             | AJ Auxerre            | Ligue 1               | 33          | 0           | 1               | 0               | 2                 | 0                 | 1          | 0          | C3                             | 2                              | 0                              | 39    | 0     |
| 2006-2007             | AJ Auxerre            | Ligue 1               | 10          | 0           | -               | -               | -                 | -                 | -          | -          | C3                             | 3                              | 0                              | 13    | 0     |
| Total sur la carrière | Total sur la carrière | Total sur la carrière | 192         | 0           | 16              | 0               | 11                | 0                 | 2          | 0          | -                              | 26                             | 0                              | 247   | 0     |

### Statistiques d'entraîneur
Le tableau suivant récapitule les statistiques de Johan Radet durant sa carrière d'entraîneur en club, au 21 octobre 2015.
| Saison                | Club                  | Championnat           | Championnat | Championnat | Championnat | Championnat | Coupes nationales | Coupes nationales | Coupes nationales | Coupes nationales | Coupes nationales | Total | Total | Total | Total |
| Saison                | Club                  | Division              | M           | V           | N           | D           | Type              | M                 | V                 | N                 | D                 | M     | V     | N     | D     |
| --------------------- | --------------------- | --------------------- | ----------- | ----------- | ----------- | ----------- | ----------------- | ----------------- | ----------------- | ----------------- | ----------------- | ----- | ----- | ----- | ----- |
| 2011 - 2012           | AJ Auxerre 2e rés.    | CFA 2                 | 19          | 13          | 3           | 3           | -                 | -                 | -                 | -                 | -                 | 31    | 19    | 5     | 7     |
| 2011 - 2012           | AJ Auxerre rés.       | CFA                   | 12          | 6           | 2           | 4           | -                 | -                 | -                 | -                 | -                 | 31    | 19    | 5     | 7     |
| 2012 - 2013           | AJ Auxerre rés.       | CFA                   | 16          | 1           | 7           | 8           | -                 | -                 | -                 | -                 | -                 | 30    | 12    | 9     | 9     |
| 2012 - 2013           | AJ Auxerre U17        | U17 National          | 14          | 11          | 2           | 1           | -                 | -                 | -                 | -                 | -                 | 30    | 12    | 9     | 9     |
| 2013 - 2014           | AJ Auxerre U19        | U19 National          | 26          | 15          | 5           | 6           | Gambardella       | 5                 | 2                 | 3                 | 0                 | 31    | 17    | 8     | 6     |
| 2014 - 2015           | AJ Auxerre rés.       | CFA 2                 | 26          | 22          | 2           | 2           | -                 | -                 | -                 | -                 | -                 | 26    | 22    | 2     | 2     |
| 2015 - 2016           | AJ Auxerre rés.       | CFA                   | 8           | 4           | 2           | 2           | -                 | -                 | -                 | -                 | -                 | 8     | 4     | 2     | 2     |
| Total sur la carrière | Total sur la carrière | Total sur la carrière | 121         | 72          | 23          | 26          | -                 | 5                 | 2                 | 3                 | 0                 | 126   | 74    | 26    | 26    |

## Palmarès

### En tant que joueur
- Vainqueur de la Coupe Gambardella en 1993
- Champion de France U17 ans 1994
- Vainqueur de la Coupes de France en  2003 et  2005
- Finaliste du Trophée des champions en  2003 et  2005

### En tant qu'entraîneur
- Vainqueur de la Coupe Gambardella en 2014
- Champion de CFA 2 en 2015 en duo avec Jean-Marc Nobilo

## Distinctions personnelles
- Figure dans l'équipe type de la Ligue 1 en 2003 aux Trophées UNFP.